# Heteronychus rusticus
Heteronychus rusticus är en skalbaggsart som beskrevs av Johann Christoph Friedrich Klug 1832. Heteronychus rusticus ingår i släktet Heteronychus och familjen Dynastidae. Utöver nominatformen finns också underarten H. r. niger.